# Maya (mitología)
Maya o Maia es una diosa del panteón griego, romano e hindú.

## Mitología griega
En la mitología griega, Maya o Maia (en griego Μαία, Maía, que significa "pequeña madre") es la mayor de las Pléyades, las siete hijas de Atlas y Pléyone. Sus hermanas y ella, nacidas en el monte Cilene en Arcadia, son a veces llamadas diosas de la montaña. Maya era la mayor, la más bella y tímida.
Según se cuenta en el himno homérico, Maya engendró a Hermes con Zeus en la cueva del monte Cileno. Tras dar a luz al niño, Maya lo envolvió en mantas y se fue a dormir. El infante Hermes, que crecía rapidísimamente, se escapó gateando a Tesalia, donde en el anochecer de su primer día de vida robó parte del ganado de Apolo e inventó la lira. Maya rehusó creer a Apolo cuando este afirmó que Hermes había sido el ladrón, y Zeus estuvo de acuerdo con él. Finalmente, Apolo intercambió el ganado por la lira.
Maya también crio al infante Arcas para protegerlo de Hera, que había convertido a su madre, Calisto, en una osa.

## Mitología romana

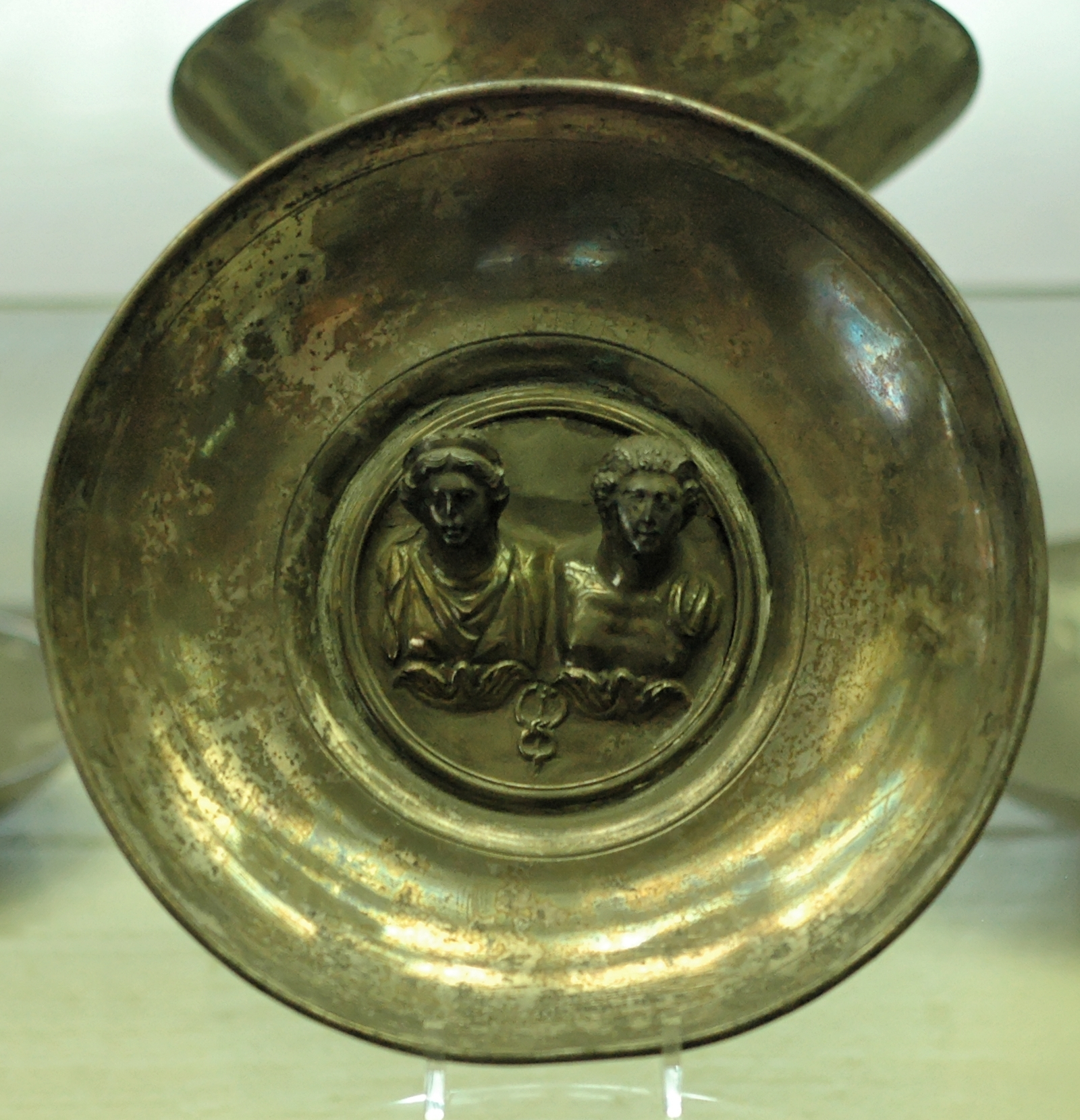
Mercurio y Maia dentro de una copa de plata, dedicada por P. Aelius Eutychus (finales del), de un sitio religioso galo-romano

En la mitología romana, Maia o Maya era la diosa de la primavera, y como tal recibió su nombre en su honor el mes de mayo. Véase al respecto Maia Maiestas.
En la antigua religión y mito romanos, Maia encarnaba el concepto de crecimiento, ya que se pensaba que su nombre estaba relacionado con el adjetivo comparativo maius, maior "más grande, más grande". Originalmente, puede haber sido un homónimo independiente del griego Maia, cuyos mitos absorbió a través de la helenización de la literatura y la cultura latina.

## Mitología hindú
En la mitología hindú, Maya es para unos la diosa madre o principio creador, por un lado, y para otros una diosa de la apariencia y la ilusión que es más bien un concepto abstracto o abstracción de carácter metafísico.